# Drumul european E871
E871 este un drum european de clasa B din Bulgaria și Macedonia de Nord. Drumul leagă orașul bulgar Kazanlâc de orașul macedonean Kumanovo. Are o lungime de 170 km.

## Rută
Bulgaria
- Kazanlâc–Karlovo–Pirdop–Zlatița–Gorni Bogrov
- Gorni Bogrov–Sofia
- Sofia
- Sofia–Pernik–Radomir–Kiustendil
- Kiustendil–Gărleano–granița /

 Macedonia
- Uzem–Kriva Palanka–Ginovci–Rankovce–Mlado Nagoričane–Kumanovo